# Amina Vandenheuvel

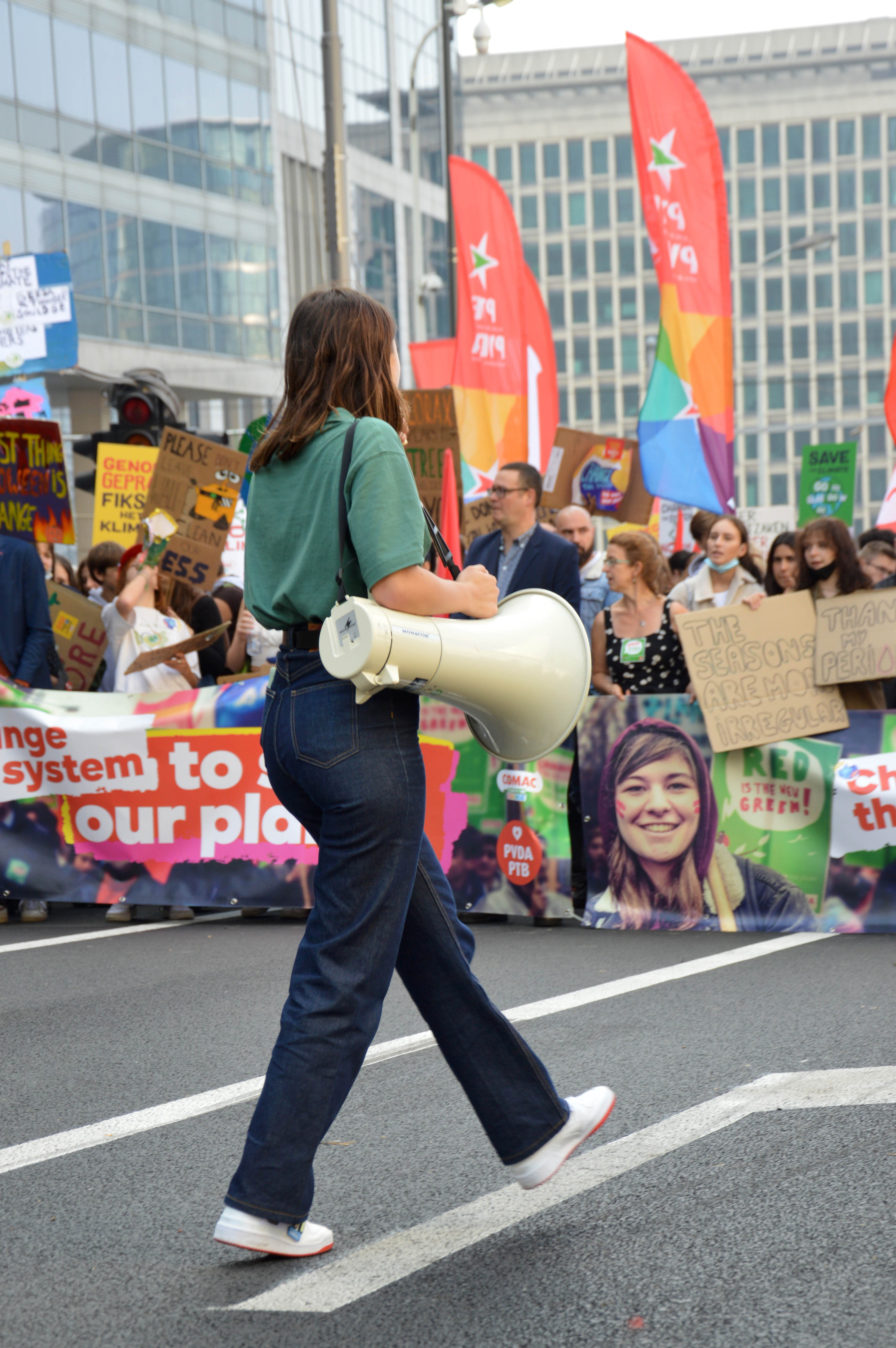
Amina Vandenheuvel (met megafoon) op de Back to the Climate-mars in 2021

Amina El Hichmani Vandenheuvel (Mechelen, 18 augustus 2001) is een Belgisch activist en politicus voor de marxistische partij PVDA. Ze is verantwoordelijke voor RedFox Antwerpen en een van de woordvoerders van de jongerenorganisatie. In 2024 werd ze verkozen als Vlaams Parlementslid, waar ze de op één na jongste verkozene is.

## Biografie
Amina Vandenheuvel heeft Marokkaanse roots, werd geboren en groeide op in Mechelen en woont in Borgerhout. In 2024 studeerde ze af met een master in de wijsbegeerte aan de VUB.
Ze werd op 16-jarige leeftijd actief bij RedFox, een van de jongerenbewegingen van de PVDA. Begin 2019 was ze mede-organisator van scholierenbetogingen voor het klimaat in België en leidde ze de groep van Youth for Climate Mechelen. Ze werd uitgenodigd om hierover te spreken in De zevende dag op 3 maart 2019.
Daarnaast organiseerde Vandenheuvel met RedFox acties tegen discriminerende kledingvoorschriften op school, tegen racisme, tegen gendergerelateerd geweld, voor beter en betaalbaar openbaar vervoer, voor plekken om te skaten en voor de rechten van de Palestijnen. Ze is actief op sociale media en is daar een van de gezichten van RedFox. Ze is mede-organisator van het festival DiverCity in Antwerpen.
In juni 2024 stond ze voor het eerst op een kieslijst, die van de PVDA voor het Vlaams Parlement in de kieskring Antwerpen. De partij haalde er 75.833 stemmen of 10,87%, een toename van 4,19 procentpunt ten opzichte van 2019. Daarmee verdubbelde de partij haar zetels uit die kieskring en werden naast Jos D'Haese en Lise Vandecasteele ook syndicalist Raf Van Gestel en Amina Vandenheuvel verkozen. Vandenheuvel kreeg 8.827 voorkeursstemmen achter haar naam en ging zetelen in de commissies Mobiliteit en Openbare Werken en Brussel, Vlaamse Rand en Dierenwelzijn. Bij de gemeenteraadsverkiezingen van oktober 2024 werd Vandenheuvel tevens verkozen in de gemeenteraad van Antwerpen, maar ze besloot dit mandaat niet op te nemen.